# Velká výměna

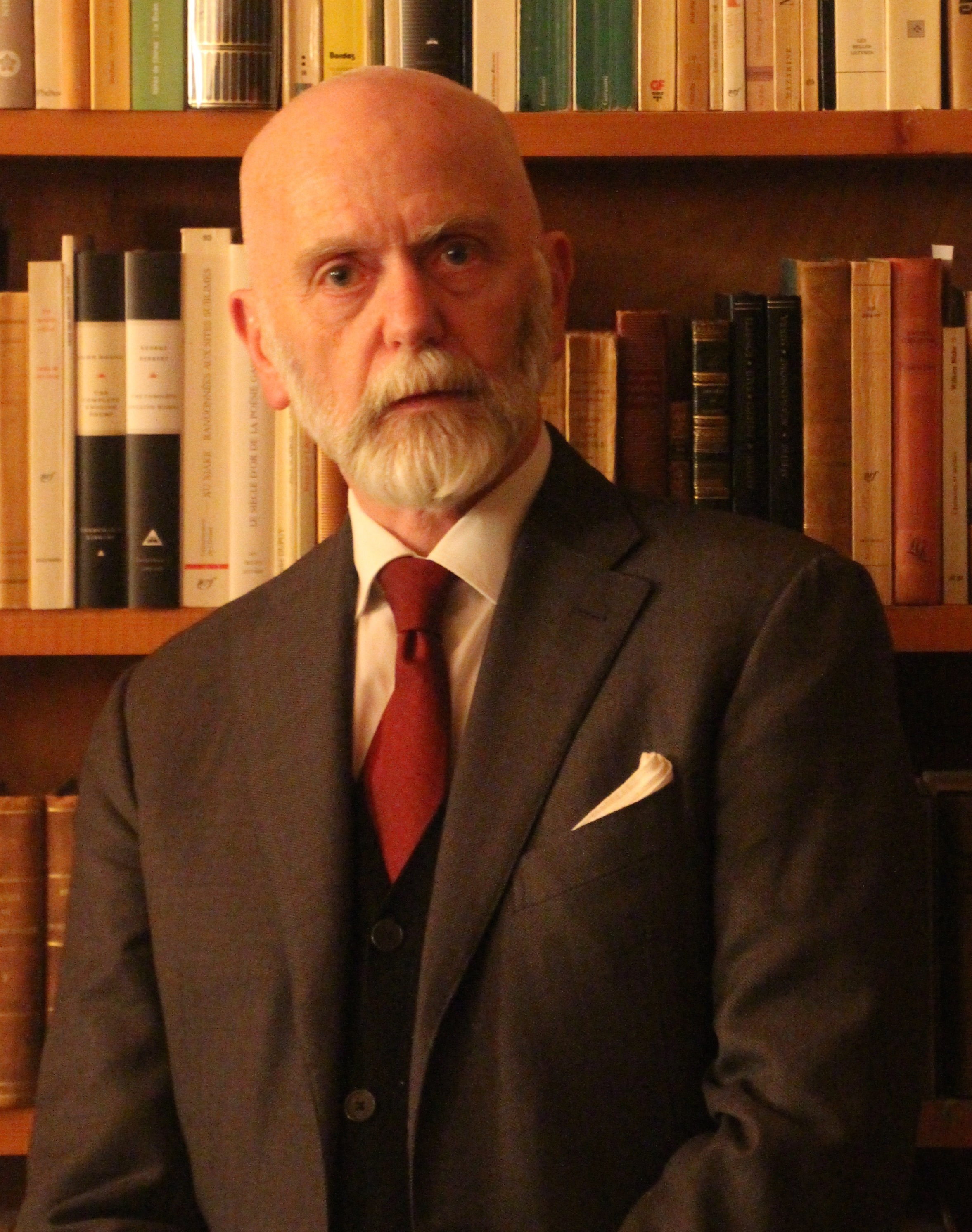
Spisovatel a filosof Renaud Camus v roce 2019

Velká výměna či velké vystřídání (francouzsky le grand remplacement) je nacionalistická pravicová konspirační teorie, podle které existuje proces výměny obyvatelstva v tzv. metropolitní Francii. Přitom je původní evropské obyvatelstvo údajně zaměňováno za obyvatelstvo neevropské, pocházející v první řadě z černošských zemí Afriky a ze zemí Maghrebu. Tato výměna obyvatelstva údajně způsobuje výměnu civilizace, a proces k tomu vedoucí je podle oné teorie podporován většinou politických, intelektuálních a mediálních elit ve Francii. Je to způsobeno jejich ideologickým přístupem nebo jejich zájmy. Hlavní argumenty pro tuto tezi, ať jsou rázu demografického či kulturního, jsou odmítány velkou většinou expertů, kteří zamítají jak metodu, na které se tato teorie zakládá, tak logiku, která ji podporuje.
Tuto tezi začal uplatňovat francouzský spisovatel a filosof Renaud Camus, který je názorově řazen ke krajní pravici. Samotný výraz „le grand remplacement” byl Camusem použit jako název jednoho z jeho veřejných projevů, který se udál v listopadu 2010, a jednoho z jeho děl, knihy Le Grand Remplacement, která byla publikována v roce 2011.

## Definice
Samotný Camus zdůrazňuje, že „pojem velká výměna nepotřebuje žádnou definici“, protože „to není koncepce, nýbrž fenomén (jev)“. Je to podle Camuse záměna národa, který obývá stejné území již patnáct nebo dvacet století, za jeden či více národů v průběhu jedné nebo dvou generací. Tento jev vznikl na základě „trojnásobného pohybu, kterým je svět zároveň industrializován, odduševňován a zbavován kultury“. Současně prohlašuje, že velká výměna nemá absolutně nic společného s nějakým spiknutím.